# شلی مایر
شلی مایر (زاده ۶ مارس ۱۹۵۲) یک سیاستمدار آمریکایی است که به عنوان یکی از اعضای دموکرات مجلس سنای ایالت نیویورک به نمایندگی از ناحیه ۳۷ سنا، که شامل بخش‌هایی از شهرستان وستچستر است، خدمت می‌کند. مایر که قبلاً عضو مجلس ایالت نیویورک بود، برای اولین بار در یک انتخابات ویژه در سال ۲۰۱۸ انتخاب شد.
مایر که در یونکرز به دنیا آمد و بزرگ شد، مدرک کارشناسی خود را در دانشگاه کالیفرنیا، لس آنجلس، و بعداً مدرک کارشناسی خود را در دانشگاه در دانشکده حقوق بوفالو دریافت کرد. مایر قبل از انتخاب به سمت دولتی، مشاور ارشد برنامه دادستان کل کشور در دانشگاه کلمبیا بود، جایی که او بر مراقبت‌های بهداشتی و حقوق قانون کار تمرکز داشت. از سال ۲۰۰۷ تا اوایل سال ۲۰۱۱، شلی به عنوان مشاور ارشد در کنفرانس سنای ایالت نیویورک در آلبانی کار می‌کرد.